# Legislatura 1992-1996 della Romania
La Legislatura 1992-1996 è stata la II Legislatura della Repubblica di Romania dopo la rivoluzione romena del 1989. È stata in carica dal 22 ottobre 1992 al 22 novembre 1996.

## Cronologia
Le principali forze politiche che si affrontarono alle elezioni parlamentari del 27 settembre 1992 si configurarono tra la fine del 1991 e l'inizio del 1992. Il centro-destra si coalizzò intorno ad un'alleanza denominata Convenzione Democratica Romena (CDR), che presentò anche un proprio candidato alla presidenza della repubblica, Emil Constantinescu. In occasione delle elezioni amministrative del febbraio 1992 la CDR conquistò buona parte dei principali centri urbani del paese, dando dimostrazione della propria crescita, mentre il partito di maggioranza di centro-sinistra del Fronte di Salvezza Nazionale (FSN), pur confermandosi primo partito della Romania, ottenne un netto vantaggio solo nelle aree rurali. Nell'aprile del 1992, inoltre, il FSN andò incontro ad una spaccatura. La divisione portò alla scissione dell'ala conservatrice maggioritaria del presidente della repubblica Ion Iliescu, che sosteneva una politica di lenta transizione all'economia di mercato e di più ampie garanzie di protezione sociale, elementi che attraevano le fasce popolari dell'elettorato ancora legate all'ideologia comunista. Mentre l'ala riformista dell'ex primo ministro Petre Roman mantenne la sigla originale di FSN, Iliescu creò il Fronte Democratico di Salvezza Nazionale (FDSN), che ebbe l'abilità di canalizzare la maggior parte dei sostenitori e dei rappresentanti nelle istituzioni che precedentemente avevano parteggiato per il FSN.
Le elezioni dell'autunno del 1992 segnarono il successo della corrente di Iliescu, che ottenne una maggioranza relativa alle elezioni legislative (28%) e la rielezione alla presidenza della repubblica, dopo aver sconfitto Constantinescu al ballottaggio dell'11 ottobre 1992. Pur giungendo seconda, la CDR scardinò il dominio assoluto del partito del presidente della repubblica. Sotto la guida di Roman, il FSN arrivò terzo.
Per garantirsi la governabilità il FDSN stipulò degli accordi con le forze nazional-populiste del Partito dell'Unità Nazionale Romena (PUNR), del Partito Grande Romania (PRM) e del Partito Socialista del Lavoro (PSM), guidato dell'ex primo ministro Ilie Verdeț, che assicurarono il proprio supporto parlamentare ad un governo con a capo l'economista Nicolae Văcăroiu, ex funzionario comunista, sostenitore di una linea di blanda privatizzazione e di apertura moderata all'economia capitalista.
Nel 1993, inoltre, il FSN e il FDSN abbandonarono i riferimenti al consiglio provvisorio postrivoluzionario, cambiando la propria denominazione. In maggio il gruppo di Roman approvò il nuovo statuto che diede vita al Partito Democratico (PD), mentre in luglio il congresso del FDSN ratificò l'annessione di altre formazioni minori e la nascita del Partito della Democrazia Sociale di Romania (PDSR), con un evidente richiamo alla tradizione socialdemocratica europea. Un'altra formazione parlamentare, facente parte della CDR, che nello stesso anno decise di cambiare nome fu il Partito Nazionale Liberale - Ala Giovanile (PNL-AT), che in febbraio fu ridenominato Partito Liberale 1993 (PL93).
Pur inizialmente lasciato al di fuori della squadra di governo, vista la propria importanza per la stabilità del governo Văcăroiu il PUNR di Gheorghe Funar fu invitato nel consiglio dei ministri nell'estate del 1994, malgrado dei dubbi espressi dalla comunità internazionale. L'alleanza tra PDSR, PUNR, PRM e PSM (il cosiddetto "quadrilatero rosso") funzionò in maniera non ufficiale fino al 1995, quando tutte e quattro le forze si impegnarono a rispettare un accordo firmato il 25 gennaio presso il Palazzo di Elisabetta di Bucarest. I rapporti con gli alleati, tuttavia, si ruppero tra l'ottobre del 1995 e l'agosto del 1996: il 19 ottobre 1995 il presidente esecutivo del partito Adrian Năstase annunciò la fine dell'intesa con il PRM per via di alcune dichiarazioni del suo presidente Corneliu Vadim Tudor; il 16 marzo 1996 lasciò il PSM; il 31 agosto 1996 fu la volta del PUNR, che non gradì i termini del trattato di collaborazione che stava per essere siglato tra il governo e l'Ungheria.
Pur rimasto senza una maggioranza, il governo riuscì a completare la legislatura e a muovere piccoli passi verso l'integrazione euroatlantica della Romania

## Governi
1. Governo Văcăroiu
Dal 19 novembre 1992 al 12 dicembre 1996
Primo ministro: Nicolae Văcăroiu (FDSN-PDSR)
Composizione del governo: FDSN-PDSR, PUNR, PRM, PSM

## Camera dei deputati

### Ufficio di presidenza
- Presidente: Adrian Năstase (FDSN-PDSR)
- Vice presidenti:

1. Dan Marțian (FDSN-PDSR)
2. Radu Berceanu (FSN-PD)
3. Ioan Gavra (PUNR)
4. Ion Rațiu (PNȚCD), da ottobre 1992 a dicembre 1994 e da settembre 1995 a novembre 1996
5. Vasile Lupu (PNȚCD), da febbraio 1995 a giugno 1995

- Segretari:

1. Mircea Mușat (PRM), da ottobre 1992 a dicembre 1994
2. Ionel Roman (FDSN-PDSR), da ottobre 1992 a giugno 1993
3. Sándor Kónya-Hamar (UDMR), da ottobre 1992 a giugno 1994 e da febbraio 1996 a novembre 1996
4. Gheorghe Toduț (PNL-AT-PL93), da ottobre 1992 a giugno 1994
5. Cameliu Ovidiu Petrescu (FDSN-PDSR), da settembre 1993 a novembre 1996
6. László Borbély (UDMR), da settembre 1994 a dicembre 1995
7. Emil Putin (PSDR), da settembre 1994 a giugno 1995 e da febbraio 1996 a giugno 1996
8. Ioan Marinescu (PRM), da febbraio 1995 a dicembre 1995
9. Raymond Luca (PNL-AT-PL93), da settembre 1995 a dicembre 1995 e da settembre 1996 a novembre 1996
10. Viorica Afrăsinei (FDSN-PDSR), da febbraio 1996 a novembre 1996

- Questori:

1. Emil Stoica (FDSN-PDSR)
2. Victor Sorin Lepșa (PNȚCD), da ottobre 1992 a giugno 1993 e da settembre 1995 a novembre 1996
3. Nicolae Drăghiea (PSM), da settembre 1993 a giugno 1994
4. Gheorghe Răducanu (Minoranze), da settembre 1993 a dicembre 1994
5. Cristian Rădulescu (FSN-PD), da settembre 1993 a novembre 1996
6. Avram Ioan Mureșan (PNȚCD), da settembre 1994 a giugno 1995
7. Ștefan Tcaciuc (Minoranze), da febbraio 1995 a giugno 1995
8. Mitică Bălăeț (PSM), da settembre 1995 a giugno 1996
9. Marin Lungu (PSM), da settembre 1996 a novembre 1996

### Gruppi parlamentari
- Gruppo del Fronte Democratico di Salvezza Nazionale, da luglio 1993 denominato Gruppo del Partito della Democrazia Sociale di Romania (FDSN-PDSR)

Capogruppo: Dan Marțian
- Gruppo del Partito Nazionale Contadino Cristiano Democratico e del Partito Ecologista Romeno

Capogruppo: Ion Diaconescu
- Gruppo del Fronte di Salvezza Nazionale, da maggio 1993 denominato Gruppo del Partito Democratico (FSN-PD)

Capogruppo: Adrian Severin
- Gruppo del Partito dell'Unità Nazionale Romena

Capogruppo: Ioan Gavra (fino a dicembre 1992), Valeriu Tabără (da gennaio 1993 a dicembre 1994 e da settembre 1996 a novembre 1996), Emil Roman (da gennaio 1995 ad agosto 1996)
- Gruppo dell'Unione Democratica Magiara di Romania

Capogruppo: Gheorghe Tokay (da ottobre 1992 ad agosto 1994 e da gennaio 1995 ad agosto 1995), Iuliu Vida (da settembre 1994 a dicembre 1994 e da gennaio 1996 a novembre 1996), Francisc Bárány (da settembre 1995 a dicembre 1995)
- Gruppo del Partito Grande Romania

Capogruppo: Dan Ion Cristian Popovici (fino ad aprile 1996), Ioan Marinescu (da aprile 1996)
- Gruppo parlamentare liberale, da febbraio 1993 denominato Gruppo del Partito Liberale 1993 e del Partito Alleanza Civica (PNL-CD, PNL-AT-PL93, da giugno 1993 PAC)

Capogruppo: Dinu Patriciu (fino a dicembre 1994), Sorin Pantiș (da gennaio 1995 a marzo 1995), Horia Mircea Rusu (da marzo 1995)
- Gruppo parlamentare social-democratico del Partito Social Democratico Romeno, disciolto il 2 settembre 1996

Capogruppo: Sergiu Cunescu
- Gruppo parlamentare socialista (PSM), disciolto il 10 settembre 1996

Capogruppo: Tudor Mohora
- Gruppo del Partito Alleanza Civica, disciolto il 29 giugno 1993

Capogruppo: Stelian Tănase
- Gruppo dei Partiti delle minoranze etniche in Romania

Capogruppo: Varujan Vosganian (fino a dicembre 1995), Petru Suhov (da gennaio 1996)
- Non iscritti

### Commissioni parlamentari

#### Commissioni permanenti
- Commissione Politica economica, riforma e privatizzazione

Presidente: Alexandru Albu (FDSN-PDSR)
- Commissione Bilancio, finanze e banche

Presidente: Ioan Bogdan (PUNR, fino a marzo 1993), Gheorghe Brânzei (PUNR, da marzo 1993)
- Commissione Industria e servizi

Presidente: Mihail Părăluța (PSM)
- Commissione Agricoltura, silvicoltura, industria alimentare e servizi per l'agricoltura

Presidente: Dan Ion Cristian Popovici (PRM, fino ad aprile 1996), Anghel Stanciu (PRM, da maggio 1996)
- Commissione Diritti dell'uomo, culti e problemi delle minoranze nazionali

Presidente: Wolfgang Wittstock (FDGR)
- Commissione Amministrazione pubblica e gestione del territorio

Presidente: Mircea Ciumara (PNȚCD)
- Commissione Lavoro e protezione sociale

Presidente: Alexandru Athanasiu (PAC)
- Commissione Sanità e famiglia

Presidente: Francisc Bárány (UDMR)
- Commissione Istruzione, scienza, gioventù, sport

Presidente: Romulus Dabu (FDSN-PDSR)
- Commissione Cultura, arte, mezzi di informazione di massa

Presidente: Gabriel Țepelea (PNȚCD)
- Commissione Giuridica, di disciplina e immunità

Presidente: Petru Tănasie (FDSN-PDSR, fino a dicembre 1993), Aurel Știrbu (PDSR, da dicembre 1993)
- Commissione Difesa, ordine pubblico e sicurezza nazionale

Presidente: Petre Roman (FSN-PD)
- Commissione Politica estera

Presidente: Ivanciu Nicolae-Văleanu (FDSN-PDSR)
- Commissione Indagini sugli abusi, la corruzione e per le petizioni

Presidente: Victor Babiuc (FSN-PD)

#### Commissioni speciali
- Commissione speciale per il miglioramento delle proposte legislative riguardanti il sistema degli ordini della Romania

Presidente: Mihai Teodorescu (FDSN-PDSR)
- Commissione speciale per l'elaborazione di proposte di modifica e completamento del regolamento della camera dei deputati

Presidente: Cameliu Ovidiu Petrescu (FDSN-PDSR)
- Commissione speciale per la divulgazione della proposta legislativa riguardante le minoranze nazionali e le comunità autonome, attiva dal 21 febbraio 1994

Presidente: Petru Tănasie (FDSN-PDSR)
- Commissione speciale per l'elaborazione di una proposta legislativa riguardante il funzionamento dei partiti politici, attiva dal 28 aprile 1994

Presidente: Ilie Nică (FDSN-PDSR)
- Commissione speciale per la divulgazione del progetto di Legge sul catasto generale e la pubblicità immobiliare, attiva dal 15 giugno 1995

Presidente: Aurel Știrbu (FDSN-PDSR)

#### Altre commissioni
- Commissione per la Convalida

Presidente: Petru Tănasie (FDSN-PDSR)

### Riepilogo composizione
| Partito | Partito                              | Partito | Seggi              |
| --- | ------------------------------------ | ------- | ------------------ |
| Fronte Democratico di Salvezza Nazionale Partito della Democrazia Sociale di Romania | FDSN PDSR                            |         | 117                |
| Convenzione Democratica Romena Partito Nazionale Contadino Cristiano Democratico Partito Alleanza Civica Partito Nazionale Liberale - Ala Giovanile Partito Social Democratico Romeno Partito Ecologista Romeno Partito Nazionale Liberale - Convenzione Democratica | CDR PNȚCD PAC PNL-AT PSDR PER PNL-CD |         | 82 41 13 11 10 4 3 |
| Fronte di Salvezza Nazionale Partito Democratico | FSN PD                               |         | 43                 |
| Partito dell'Unità Nazionale Romena | PUNR                                 |         | 30                 |
| Unione Democratica Magiara di Romania | UDMR                                 |         | 27                 |
| Partito Grande Romania | PRM                                  |         | 16                 |
| Partito Socialista del Lavoro | PSM                                  |         | 13                 |
| Minoranze etniche |                                      |         | 13                 |

## Senato

### Ufficio di presidenza
- Presidente: Oliviu Gherman (FDSN-PDSR)
- Vice presidenti:

1. Dan-Mircea Popescu (FDSN-PDSR), da ottobre 1992 a novembre 1992
2. Ioan Lup (PNȚCD), da ottobre 1992 a giugno 1994
3. Eugen Dijmărescu (FSN-PD), da ottobre 1992 a giugno 1994
4. Adrian Ovidiu Moțiu (PUNR), da ottobre 1992 a dicembre 1992
5. Doru Ioan Tărăcilă (FDSN-PDSR), da novembre 1992 a marzo 1994
6. Teodor Ardelean (PUNR), da febbraio 1993 a giugno 1993
7. Ioan Joarză (PUNR), da settembre 1993 a dicembre 1993
8. Valer Suian (PUNR), da febbraio 1994 a novembre 1996
9. Ion Solcanu (FDSN-PDSR), da marzo 1994 a novembre 1996
10. Radu Vasile (PNȚCD), da settembre 1994 a novembre 1996
11. Constantin Dan Vasiliu (FSN-PD), da settembre 1994 a novembre 1996

- Segretari:

1. Mihai Matetovici (FDSN-PDSR)
2. Gábor Kozsokár (UDMR)
3. Corneliu Vadim Tudor (PRM), da ottobre 1992 a dicembre 1995
4. Păun Ion Otiman (PAC), da ottobre 1992 a novembre 1992 e da febbraio 1996 a novembre 1996
5. Emil Negruțiu (PAC), da novembre 1992 a giugno 1993
6. Voicu Valentin Glodean (PNȚCD), da settembre 1993 a giugno 1994
7. Sorin-Adrian Vornicu-Nichifor (FSN-PD), da settembre 1994 a giugno 1995
8. Florin Buruiană (PNȚCD), da settembre 1995 a dicembre 1995
9. Aristotel Adrian Câncescu (FSN-PD), da febbraio 1996 a novembre 1996

- Questori:

1. Ioan-Paul Popescu (PNȚCD), da ottobre 1992 a giugno 1993
2. Doru Ioan Tărăcilă (FDSN-PDSR), da ottobre 1992 a novembre 1992
3. Emil Dima (FDSN-PDSR), da novembre 1992 a giugno 1993
4. Emil Negruțiu (PAC), da settembre 1993 a giugno 1995
5. Constantin Sava (FDSN-PDSR), da settembre 1993 a marzo 1996
6. Florin Velicu (PDAR), da settembre 1995 a novembre 1996
7. Victor Apostolache (FDSN-PDSR), da marzo 1996 a novembre 1996

### Gruppi parlamentari
- Gruppo del Fronte Democratico di Salvezza Nazionale, da luglio 1993 denominato Gruppo del Partito della Democrazia Sociale di Romania (FDSN-PDSR)
- Gruppo del Partito Nazionale Contadino Cristiano Democratico (PNȚCD, PSDR)
- Gruppo del Fronte di Salvezza Nazionale, da maggio 1993 denominato Gruppo del Partito Democratico (FSN-PD)
- Gruppo del Partito dell'Unità Nazionale Romena
- Gruppo dell'Unione Democratica Magiara di Romania
- Gruppo parlamentare di orientamento civico-liberale (PAC, PNL-CD, PNL-AT, da febbraio 1993 PL93), disciolto il 1 settembre 1993
- Gruppo del Partito Alleanza Civica, creato il 1 settembre 1993
- Gruppo del Partito Democratico Agrario di Romania
- Gruppo parlamentare Partito Nazionale (PRM, PSM)
- Non iscritti

### Commissioni parlamentari

#### Commissioni permanenti
- Commissione Economica, industria e servizi
- Commissione Privatizzazione e amministrazione attivi dello stato
- Commissione bilancio e finanze
- Commissione Agricoltura, silvicoltura e sviluppo rurale

Presidente: Păun Ion Otiman (PAC)
- Commissione Politica estera
- Commissione Difesa, ordine pubblico e sicurezza nazionale
- Commissione Diritti dell'uomo
- Commissione Lavoro, protezione sociale e problemi della disoccupazione
- Commissione Istruzione e ricerca scientifica
- Commissione Cultura, arte e mezzi di informazione di massa
- Commissione Amministrazione pubblica e organizzazione del territorio
- Commissione Giuridica, di nomina, disciplina e immunità
- Commissione Indagine sugli abusi e per le petizioni
- Commissione Sanità pubblica

#### Commissioni d'inchiesta
- Commissione di indagine sugli eventi del dicembre 1989

Presidente Ticu Dumitrescu (PNȚCD, fino a marzo 1993), Valentin Gabrielescu (PNȚCD, da marzo 1993)

### Riepilogo composizione
| Partito | Partito                          | Partito | Seggi       |
| --- | -------------------------------- | ------- | ----------- |
| Fronte Democratico di Salvezza Nazionale Partito della Democrazia Sociale di Romania | FDSN PDSR                        |         | 49          |
| Convenzione Democratica Romena Partito Nazionale Contadino Cristiano Democratico Partito Alleanza Civica Partito Nazionale Liberale - Convenzione Democratica Partito Nazionale Liberale - Ala Giovanile Partito Social Democratico Romeno | CDR PNȚCD PAC PNL-CD PNL-AT PSDR |         | 34 21 7 4 1 |
| Fronte di Salvezza Nazionale Partito Democratico | FSN PD                           |         | 18          |
| Partito dell'Unità Nazionale Romena | PUNR                             |         | 14          |
| Unione Democratica Magiara di Romania | UDMR                             |         | 12          |
| Partito Grande Romania | PRM                              |         | 6           |
| Partito Socialista del Lavoro | PSM                              |         | 5           |
| Partito Democratico Agrario di Romania | PDAR                             |         | 5           |

## Strutture parlamentari comuni

### Commissioni parlamentari

#### Commissioni permanenti
- Commissione del Parlamento della Romania per l'integrazione europea, attiva dal 28 giugno 1995

Presidente Ovidiu-Corneliu Popescu (FSN-PD)
- Commissione comune per l'esercizio del controllo parlamentare sulle attività del Serviciul Român de Informații, attiva dal 23 giugno 1993

Presidente Vasile Văcaru (FDSN-PDSR)

#### Commissioni speciali
- Commissione speciale per l'elaborazione di proposte legislative riguardanti lo Statuto dei deputati e dei senatori, attiva dal 13 maggio 1993

Presidente Romul Petru Vonica (FDSN-PDSR)
- Commissione speciale per la determinazione degli orari della campagna elettorale e la ripartizione degli spazi orari nelle emittenti radiotelevisive, attiva dall'11 settembre 1996

Presidente Alexandru Sassu (FSN-PD)